# Charles Milesi

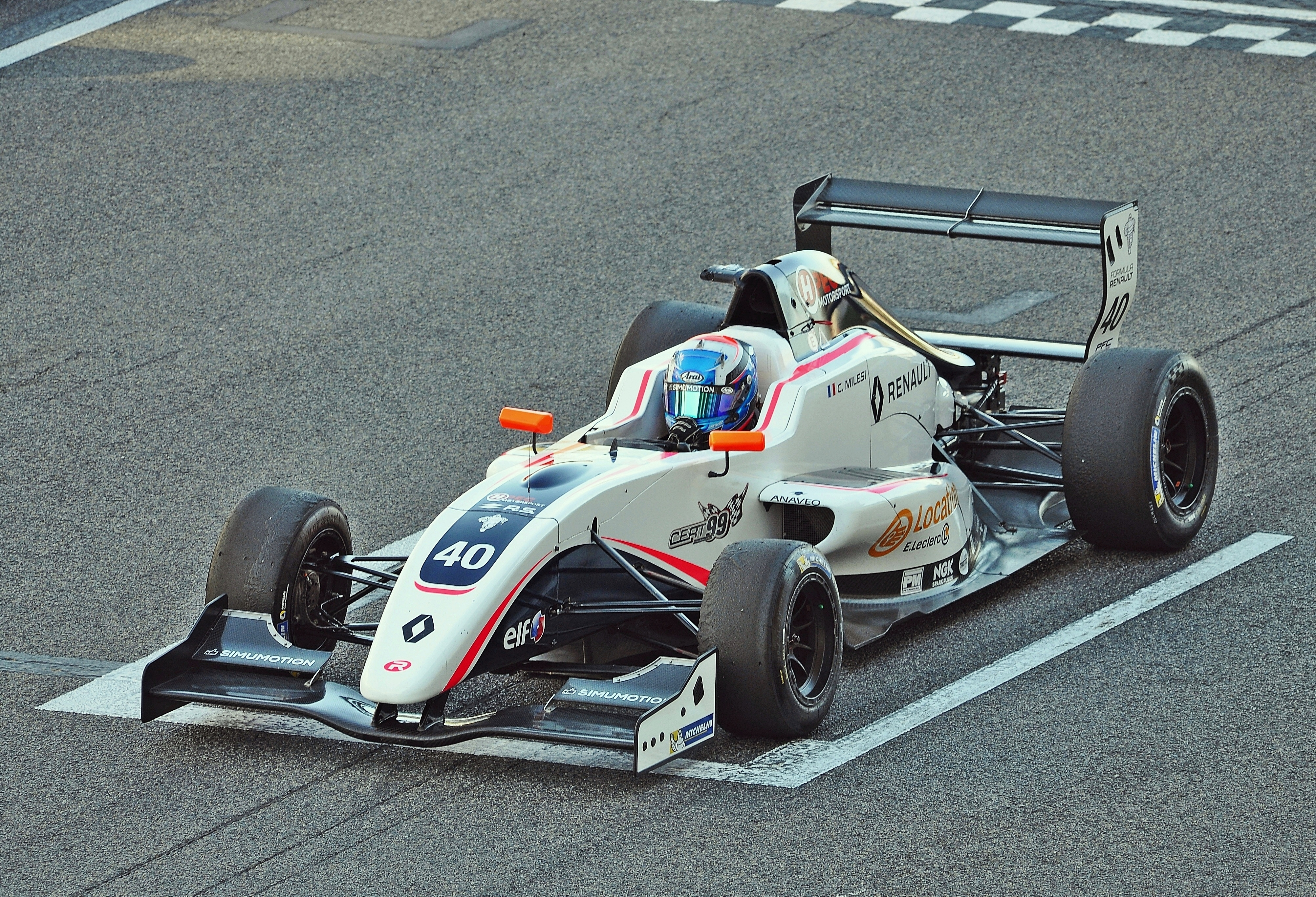
Charles Milesi in de Eurocup Formule Renault 2.0 op het Circuit de Barcelona-Catalunya in 2017.

Charles Milesi (Chaumont-la-Ville, 4 maart 2001) is een Frans autocoureur.

## Carrière
Milesi begon zijn autosportcarrière in het karting in 2009, waarin hij tot 2016 actief bleef. In 2017 debuteerde hij in het formuleracing in het Franse Formule 4-kampioenschap. Hij won vier races op het Autodromo Nazionale Monza, het Circuit Magny-Cours en het Circuit de Barcelona-Catalunya (tweemaal). De zeges in Barcelona telden echter niet mee voor het kampioenschap, aangezien hij eerder dat jaar al op het circuit had geracet, waardoor hij volgens de reglementen niet in aanmerking kwam voor punten. Met 118 punten werd hij zevende in het eindklassement. Tevens nam hij dat jaar deel aan de Formule Renault 2.0 NEC en de Eurocup Formule Renault 2.0 voor R-ace GP. In het NEC won hij een race op Spa-Francorchamps en behaalde hij twee andere podiumfinishes, waardoor hij zevende werd in het klassement met 106 punten. In de Eurocup reed hij in slechts vier raceweekenden als gastcoureur, maar behaalde hierin drie top 10-finishes, met een zesde plaats op het Circuit Paul Ricard als beste resultaat.
In 2018 begon Milesi het seizoen in de Nieuw-Zeelandse Toyota Racing Series bij het team MTEC Motorsport. Hij behaalde een podiumfinish in de seizoensfinale op het Circuit Chris Amon en werd met 504 punten elfde in het kampioenschap. Aansluitend keerde hij terug naar Europa voor een volledig seizoen in de Eurocup Formule Renault bij R-ace GP. Hij won twee races op Silverstone en het Circuit de Monaco en behaalde twee andere podiumfinishes. Met 122,5 punten werd hij zevende in de eindstand. Tevens reed hij voor R-ace in twee raceweekenden van de Formule Renault NEC, waarin hij met onder meer een podiumplaats op Monza negende werd in het kampioenschap met 57 punten.
In 2019 maakte Milesi de overstap naar Japan, waar hij uitkwam in het Japanse Formule 3-kampioenschap bij het OIRC Team YTB by Carlin. Hij kwam in zes races tot scoren, met twee vierde plaatsen op het Okayama International Circuit en de Twin Ring Motegi als beste klasseringen. Met 13 punten werd hij negende in het klassement. Aan het eind van het jaar testte hij een LMP2-auto voor het Racing Team Nederland.
In 2020 maakte Milesi de overstap naar de Super Formula, waarin hij uitkwam voor het team Buzz Racing with B-Max. Vanwege de reisbeperkingen rondom de coronapandemie moest hij echter de eerste drie races van het seizoen missen. Met een elfde plaats op de Suzuka International Racing Course eindigde hij puntloos op plaats 21 in de eindstand. Daarnaast maakte hij dat jaar zijn debuut in de LMP2-klasse van de 24 uur van Le Mans bij het team SO24-HAS by Graff, waar hij een auto deelde met James Allen en Vincent Capillaire. Het trio legde 357 ronden op voordat Allen in het laatste uur van de race crashte. Tevens reed hij in de race op het Autodromo Nazionale Monza in de LMP2-klasse van de European Le Mans Series bij DragonSpeed naast Ben Hanley en Henrik Hedman. Het team werd derde in de klasse, maar werd gediskwalificeerd omdat de auto niet voldeed aan de technische reglementen.
In 2021 nam Milesi deel aan de LMP2-klasse van de 24 uur van Daytona voor het Racing Team Nederland, waar hij een team vormde met Giedo van der Garde, Frits van Eerd en Job van Uitert. Na 64 ronden moesten zij uitvallen vanwege problemen met de versnellingsbak.